# Liga de Abjasia 2014
La Liga de Abjasia 2014 
es la vigésimo primera (21°) temporada del Campeonato de fútbol de Abjasia. El FK Afon ganó la lig

## Clubes
| - FK Afon - FK Gagra - Ritsa Gudauta - Nart Sukhum | - Yertsakhu Ochamchira - Archivo:600px 600px bisection vertical White HEX-0033CC.svg Abazg Sukhum - Samurzakan Gal |

## Tabla de posiciones
Actualizado el 14 de mayo de 2015.
|    | Equipo                                                                   | PJ | PG | PE | PP | GF | GC | DG  | PTS |
| -- | ------------------------------------------------------------------------ | -- | -- | -- | -- | -- | -- | --- | --- |
| 1. | FK Afon                                                                  | 18 | 13 | 4  | 1  | 37 | 11 | 26  | 43  |
| 2. | FK Gagra                                                                 | 18 | 12 | 3  | 3  | 37 | 18 | 19  | 39  |
| 3. | Ritsa Gudauta                                                            | 18 | 8  | 2  | 8  | 30 | 27 | 3   | 26  |
| 4. | Nart Sukhum                                                              | 18 | 7  | 2  | 9  | 32 | 37 | -5  | 23  |
| 5. | Yertsakhu Ochamchira                                                     | 18 | 5  | 4  | 9  | 24 | 30 | -6  | 19  |
| 6. | Archivo:600px 600px bisection vertical White HEX-0033CC.svg Abazg Sukhum | 18 | 5  | 3  | 10 | 20 | 38 | -18 | 18  |
| 7. | Samurzakan Gal                                                           | 18 | 3  | 2  | 13 | 19 | 38 | -19 | 11  |

| Campeón FK Afon 1° Título |